# Sibet Papinga
Sibet Papinga van Riustringen (1394 - 25 juli 1433) was een Friese hoofdeling. Hij speelde een belangrijke rol in de Grote Friese Oorlog (1413-1422) en de oorlogen in Oost-Friesland (1426-1433) die daarop volgden. 

## Geschiedenis
Sibet was de jongste zoon van Lubbe Sibets van Burhave en werd grootgebracht op Edenborg. Hij trouwde met Amke Ukena, een dochter van Fokko Ukena. In de Grote Friese Oorlog koos Sibet partij voor Tom Brok en onder diens leiding stond hij aan de kant van de Geallieerden. Hij was als commandant bij meerdere veldslagen betrokken.  
In Oost-Friesland was Sibit machtig genoeg om een eigen koers te varen tegenover Ocko II tom Brok. Door een overeenkomst te sluiten met Sigismund werden diens bezittingen aan hem toegewezen. 
In 1424 ondernam Sibet samen met Ocko II tom Brok een krijgstocht naar Butjadingen, om de Bremers te verdrijven. Met 120 schepen en 4.000 man staken zij de zee over en namen de Friedeborg bij Atens in. In de Oost-Friese bevrijdingsoorlogen stond Sibet aan de kant van Fokko Ukena. In de slag bij Bargebur raakte hij ernstig verwond en stierf kort daarna in Lütetsburg.

## Overig
De boarch 'Sibetsborg', daarvoor 'Edenborg', is naar hem vernoemd en ooit het machtigste slot aan de Noordzeekust.